# Enrico Pitzianti
Enrico Pitzianti (Cagliari, 1961) è un regista italiano specializzato nella realizzazione di documentari.

## Biografia
Nato a Cagliari nel 1961, dopo aver conseguito una laurea in giurisprudenza si trasferì a New York dove completò i suoi studi diplomandosi in regia alla New York Film Academy. Inizia la carriera di regista alla fine degli anni novanta producendo due cortometraggi, Il guardiano (1998) e Il Gobbo (2000), entrambi premiati dal Ministero dei beni culturali, e distribuiti dall'Istituto Luce. 
Nel 2001 realizza il documentario Sanpit con cui partecipa al Torino Film Festival. Partecipa alla rassegna torinese anche l'anno seguente con L'ultima corsa, vincendo il Premio della Giuria. Nel 2004 si impone all'attenzione nazionale con il documentario Piccola pesca che racconta la storia dei pescatori del basso sulcis impossibilitati ad esercitare il proprio lavoro a causa del poligono militare di Capo Teulada. 
Nel 2008 realizza il suo primo lungometraggio di fiction, Tutto torna.

## Filmografia
- Il guardiano - cortometraggio (1998)
- Il gobbo - cortometraggio (2000)
- Sanpit - cortometraggio (2001)
- L'ultima corsa - cortometraggio (2002)
- Un anno sotto terra - cortometraggio (2003)
- Piccola pesca - documentario (2004)
- Tutto torna (2008)
- Roba da matti - documentario (2012)